# Biton velox
Biton velox är en spindeldjursart som beskrevs av Simon 1885. Biton velox ingår i släktet Biton och familjen Daesiidae.

## Underarter
Arten delas in i följande underarter:
- B. v. dmitrievi
- B. v. velox